# Menasha (Wisconsin)
Menasha – miasto w Stanach Zjednoczonych, w stanie Wisconsin, w hrabstwie Winnebago.